# John Denver
Pour les articles homonymes, voir Denver (homonymie).
Henry John Deutschendorf, Jr., dit John Denver, né le 31 décembre 1943 à Roswell (Nouveau-Mexique) et mort le 12 octobre 1997 dans la baie de Monterey (Californie), est un chanteur américain, également compositeur, musicien et acteur.
Sa chanson Take Me Home, Country Roads (1971), en hommage à la Virginie-Occidentale, reste l'un des plus grands chefs-d'œuvre de la musique country américaine. Il perd la vie près de Pacific Grove, sur la côte de Monterey, en pilotant un avion expérimental en fibre de verre, Rutan modèle Long-EZ.

## Biographie

### Premières années
John Denver est né à Roswell, au Nouveau-Mexique. Son père, Henry Deutschendorf, Sr, était instructeur dans l'Armée de l'air des États-Unis. John Denver est né alors que son père était en poste au Roswell Army Air Field. Il a passé son enfance dans diverses bases militaires du Sud-ouest américain. Il fréquente le lycée de Fort Worth dans le Texas, et plus tard inscrit à Texas Tech où il était un membre de la fraternité « Delta Tau Delta ». Son goût pour jouer de la musique est venu à l'âge de douze ans lorsque sa grand-mère lui a donné une guitare acoustique Gibson de 1910. John Denver commence à se produire dans des clubs locaux ainsi qu'à l'université. Il abandonne l'université en 1964 et s'installe à Los Angeles pour rejoindre le Chad Mitchell Trio, un groupe de musique folk. En 1966, il écrit la chanson Leaving on a Jet Plane, dont l'enregistrement le plus célèbre provient de Peter, Paul and Mary. Il quitte le groupe, rebaptisé Denver, Boise et Johnson, en 1969 pour poursuivre une carrière solo. La même année il sort son premier album Rhymes and Reasons. Durant les quatre années qui suivent, il enregistre des albums comme Whose Garden Was This, Take Me to Tomorrow, et Poems, Prayers and Promises et devient une célébrité de la chanson populaire aux USA.
Une de ses chansons les plus connues Take Me Home, Country Roads enregistrée en 1971 sera reprise en France d'abord par Marie Laforêt sous le titre « Mon pays est ici » puis par Claude François sous le titre « J'ai encore ma maison », et encore quelques années plus tard par Dick Rivers sous le titre « Faire un pont ». Cette même chanson connaîtra également une adaptation en japonais dans le film Si tu tends l'oreille (1995) (en japonais "耳をすませば" (Mimi o sumaseba)), et une reprise sera faite par Copilot Music, qui sera utilisée par la société Bethesda Softworks pour le trailer de son jeu Fallout 76.
Elle fait partie également de la bande originale du film de  Todd Hayes, "Dark Waters", sorti en 2020.

### Carrière
Célèbre dans le chant et dans l'écriture de chanson, il connaît une petite carrière d'acteur. Oh, God! avec George Burns, tourné en 1977 est son film le plus connu. Il se rend à Aspen dans le Colorado en 1970 à la suite de son premier succès solo avec la chanson Leaving on a Jet Plane (« Départ sur un avion à réaction »). John Denver est connu non seulement pour ses capacités musicales mais également pour son travail humanitaire. Il a travaillé intensivement sur des projets humanitaires et a aidé à créer un refuge national en Alaska. Il a également fondé son propre groupe environnemental appelé Windstar Foundation. John Denver a montré un vif intérêt pour la lutte contre la famine, et s'est rendu en Afrique au cours des années 1980, œuvrant également avec des chefs africains à la recherche de solutions. En 1994, John Denver écrit son autobiographie intitulée Take Me Home. 
Défiant toutes les étiquettes conventionnelles, John Denver a tenu un rôle singulier dans la musique américaine : un compositeur dont le travail immensément populaire s'est répandu avec une parenté profonde et en lien avec les gens. Ses chansons sont restées populaires dans le monde. Elles sont caractérisées par leurs mélodies douces, une guitare élégante et son interprétation soul du lyrique. Il est devenu un des quelques chanteurs occidentaux largement connus dans le monde non-européen comprenant l'Afrique, l'Inde et l'Asie du Sud-Est.
Sa chanson Take Me Home, Country Roads a connu un grand succès. Elle sera utilisée, entre autres, pour la communication du jeu Fallout 76.

### Mort
Deux choses passionnaient John Denver : la musique et l'aviation.
Denver était un pilote avec plus de 2 700 heures de vol. Il possédait les qualifications de pilote suivantes : monomoteur terrestre et maritime, multimoteur terrestre, planeur et instrument. Il était également titulaire d'une qualification de type sur son Learjet. Il avait récemment acheté l'avion Long-EZ, fabriqué par quelqu'un d'autre à partir d'un kit, et avait effectué un vol de vérification d'une demi-heure avec l'avion la veille de son accident,.
John Denver meurt le 12 octobre 1997, alors qu'il est aux commandes de son Rutan Long-EZ qui s'est abîmé en mer.
En 2017, vingt ans après sa mort, ses droits d'auteur sont rachetés par une société, qui est citée dans les révélations des Paradise Papers.

## Discographie
- 1969 : Rhymes & Reasons
- 1970 : Take Me to Tomorrow
- 1970 : Whose Garden Was This?

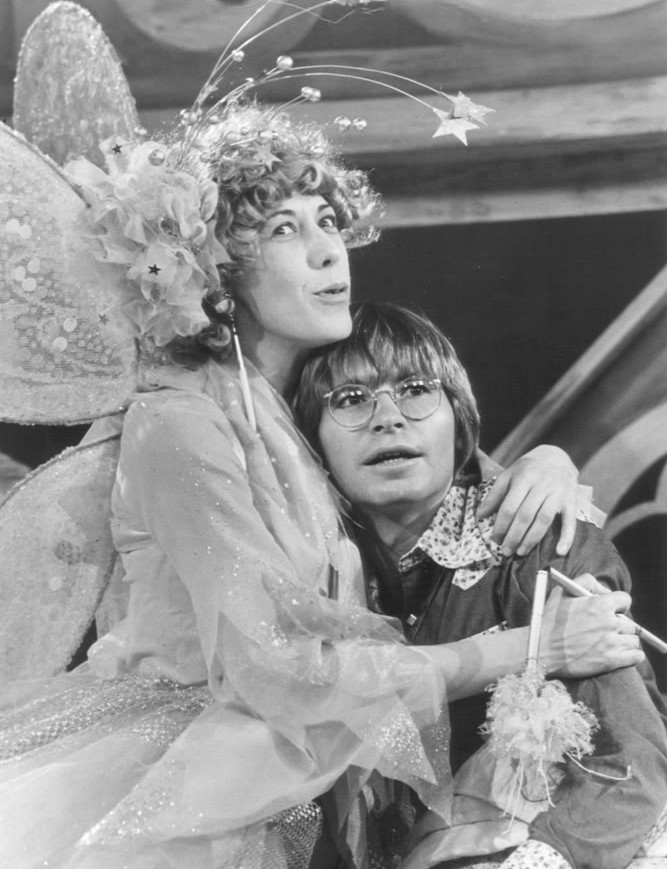
Photo publicitaire de Lily Tomlin et John Denver lors de l'émission John Denver Special.

- 1971 : Poems, Prayers and Promises
- 1972 : Aerie
- 1972 : Rocky Mountain High
- 1974 : Farewell Andromeda
- 1974 : John Denver’s Greatest Hits
- 1974 : Back Home Again
- 1975 : An Evening with John Denver
- 1975 : Windsong
- 1975 : Calypso (en), un hommage musical à Jacques-Yves Cousteau et à sa cause
- 1975 : Rocky Mountain Christmas
- 1976 : Spirit
- 1977 : John Denver’s Greatest Hits, Volume 2
- 1977 : I Want to Live
- 1977 : John Denver
- 1979 : A Christmas Together
- 1980 : Autograph
- 1981 : Some Days Are Diamonds
- 1982 : Seasons of the Heart
- 1982 : Rocky Mountain Holiday
- 1983 : It’s About Time
- 1984 : John Denver’s Greatest Hits, Volume 3
- 1985 : Dreamland Express
- 1986 : One World
- 1989 : Higher Ground
- 1990 : Earth Songs
- 1990 : The Flower That Shattered the Stone
- 1990 : A Christmas Together
- 1990 : Christmas, Like a Lullaby
- 1991 : Different Directions
- 1994 : The Very Best of John Denver
- 1996 : John Denver – Love Again
- 1997 : All Aboard!
- 1998 : Forever, John, album posthume